# Norbert Neuser
Norbert Neuser, né le 22 mars 1949 à Boppard en Rhénanie-Palatinat, est un homme politique allemand, membre du Parti social-démocrate d'Allemagne (SPD). Il est député européen de 2009 à 2022.

## Biographie
Norbert Neuser adhère au SPD en 1972. De 1982 à 1984, il est membre du conseil exécutif fédéral des Jeunes socialistes (Jusos) puis président de cette formation en Rhénanie-Palatinat de 1984 à 1985. Entre 1982 et 1986, il est co-organisateur d'échanges et de rencontres entre jeunes d'Allemagne, de Hongrie, de RDA et d'Union soviétique.
de 1991 à 2009, il est conseiller de l'arrondissement de Rhin-Hunsrück. En 2002, il est candidat aux élections fédérales de 2002 dans la circonscription Moselle/Rhin-Hunsrück mais il est battu par le conservateur Peter Bleser.
Il est élu au Parlement européen le 7 juin 2009 et siège pour la 7e législature. Il est réélu en 2014 et en 2019. Il démissionne de son mandat le 10 janvier 2022.